# Eybouleuf
Eybouleuf é uma comuna francesa na região administrativa da Nova Aquitânia, no departamento de Alto Vienne. Estende-se por uma área de 10,83 km². Em 2010 a comuna tinha 455 habitantes (densidade: 42 hab./km²).